# Heradida xerampelina
Heradida xerampelina is een spinnensoort in de taxonomische indeling van de mierenjagers (Zodariidae).
Het dier behoort tot het geslacht Heradida. De wetenschappelijke naam van de soort werd voor het eerst geldig gepubliceerd in 1974 door Pierre L. G. Benoit.